# Calmella cavolini
Calmella cavolini is een slakkensoort uit de familie van de Flabellinidae. De wetenschappelijke naam van de soort is voor het eerst geldig gepubliceerd in 1846 door Vérany als Eolidia cavolini.